# Salacia gabunensis
Salacia gabunensis är en benvedsväxtart som beskrevs av Ludwig Eduard Theodor Loesener. Salacia gabunensis ingår i släktet Salacia och familjen Celastraceae. Inga underarter finns listade.